# 明治神宮外苑軟式グラウンド
明治神宮外苑軟式グラウンド（めいじじんぐうがいえんなんしきグラウンド）は、東京都新宿区霞ヶ丘町に所在するグラウンドである。軟式グラウンドという名称だが、使用種目は、軟式野球のほかにソフトボール・キックベース・ティーボールがある。なお、一般市民は硬球を使用できない。

## 球場
この中には、天然芝5面（日の丸・ヒマラヤ・桜・ケヤキ・大銀杏）、人工芝1面（コブシ）の計6面で形成されている。各々のグラウンドにフェンスなどの境はない。
※コブシ球場（人工芝）では、稀に東京ヤクルトスワローズの選手たちが練習に来ることがある。これは、神宮球場・第2球場とも学生野球が使用順位で優先されることによるもので、学生野球シーズンは試合前の練習ができないためであるほか、第2球場は野球の試合がない場合はゴルフの練習所として使われ、一般開放していないためである。

## 周辺施設
- 室内球技場（練習用の全天候型屋内グラウンド　45㎡四方=内野フィールド大　コブシ球場横）
- バッティングドーム（実在する日本プロ野球選手の投手の投球フォームを映像で再現したバーチャルバッティングマシン12打席（=うち3打席は左打者用）や、ストラックアウト（同センターでは「パーフェクト9」と呼称）などが楽しめる）

## 再開発による廃止計画
2019年2月25日に神宮球場を所有する明治神宮、秩父宮ラグビー場を所有する日本スポーツ振興センター、伊藤忠商事、三井不動産の4者で神宮球場と秩父宮ラグビー場の場所を入れ替えて整備する神宮外苑地区の再開発の基本協定を締結。2022年5月19日には「神宮外苑まちづくり」プロジェクトが発足した。
まず神宮第二球場を解体し、非開放のドーム型で遮音性を持つ人工芝の新たなラグビー場の建設を開始する。南面を除くラグビー場の工事が一旦完了した後に、現在の秩父宮ラグビー場を解体し、その跡地に新たな野球場を建設。現在の神宮球場を取り壊した後は、防災拠点として芝生などを敷きつめた中央広場を設け、広場に面したラグビー場の南面の整備を行い、工事が完了する。伊藤忠商事東京本社ビルは取り壊し、新しい野球場の左右に高さ190mの高層ビルを2棟建設し、宿泊施設も入居する。ラグビー場の新築着工は2024年を予定し、地域全体が竣工するのは2036年になる予定。
テニスコートは絵画館の南側に集約し、これにより明治神宮外苑軟式グラウンドは廃止となり、神宮第二球場の解体と共に、「草野球の聖地」としての役割は終わる見込みとなった。

## レンタル用品
このグラウンドでは、バット・グローブ・ミット・キャッチャーマスク・スパイクを1個800円でレンタルしている。ただし、予約は受け付けていない。

## 売店
軟式売店では軟式野球用ボールのほか、ストッキングやベルトなどの運動用品を販売している。また、飲料や弁当の販売もあり、東京ヤクルトスワローズグッズの球団公式ショップも併設している。

## イベント
神宮外苑花火大会の会場として使用される。（コンサートのステージとセット）定員25,000名。
また、旧国立競技場で行われた、1964年東京オリンピック、並びに1991年世界陸上競技選手権大会 の開催時には、この軟式グラウンドの一部を仮設の補助トラックに改装したことがあった。2021年に行われた東京2020オリンピックの時も、同様に仮設トラックを設置した。

## アクセス
電車
- 信濃町駅 - JR中央・総武緩行線
- 千駄ケ谷駅 - JR中央・総武緩行線
- 外苑前駅 - 東京メトロ銀座線
- 青山一丁目駅 - 東京メトロ銀座線・半蔵門線・都営大江戸線
- 国立競技場駅 - 都営大江戸線